# 행동당 비용
행동당 비용(영어: Cost Per Action, CPA, cost per acquisition)은 판매, 클릭, 폼 제출(예: 연락 요청, 뉴스레터 가입, 등록 등)과 같은 특정한 행동마다 광고자에게 가격을 지불하는 온라인 광고 측정 및 가격 책정 모델이다.
직접 응답(direct response) 광고주들은 온라인 광고의 방법에 있어 행동당 비용을 최적의 방법이라고 본다. 이는 광고주가 측정된 CPA 목표를 자신들의 활동의 중요한 결과물로만 보기 때문이다. 여기서 광고주는 원하는 행동이 일어났을 때만 광고에 대한 비용을 지불한다. 광고주가 원하는 행동은 일종의 제품이 되는 것인데, 가령 양식을 채운다던지 하는 것들이 이에 해당한다. 광고주가 원하는 행동의 방법은 광고주가 선택한다.
라디오나 TV 방송국은 구매가 되지 않은 광고시간대를 행동당 비용으로 제공하기도 하는데, 이러한 형식의 광고는 “Per inquiry”로 불린다.